# Convoy (film 1927)
Convoy è un film muto del 1927 diretto da Joseph C. Boyle e, non accreditato, Lothar Mendes. Fu il primo film da regista di Boyle.
The Song of the Dragon, il romanzo scritto da John Taintor Foote su cui si basa la sceneggiatura del film, avrebbe in seguito ispirato anche il soggetto di Notorious - L'amante perduta di Alfred Hitchcock.

## Trama
Fidanzata a Eugene Weyeth, il miglior amico di suo fratello John, quando scoppia la guerra Sylvia Dodge viene convinta da un agente del servizio segreto a frequentare Ernest Drake, uno dei suoi numerosi ammiratori. Sia John che Eugene si sono arruolati in Marina e Sylvia, per sostenere la causa, accetta di farsi corteggiare da Drake che si ritiene sia uno dei capi dello spionaggio tedesco negli Stati Uniti. Però, quando il fratello e il fidanzato - che ignorano la sua missione - la sorprendono in casa di Drake, la ragazza viene rinnegata dalla famiglia, diventando oggetto del loro disprezzo. Sylvia cerca di sapere dove si trovi suo fratello frequentando i marinai al porto, ma viene arrestata per prostituzione e condannata a un anno a Blackwells Island.
Durante una grande battaglia navale della flotta anglo-americana contro quella tedesca, John viene ucciso. Dopo l'armistizio, Sylvia e Eugene si ritrovano insieme davanti alla tomba del giovane caduto.

## Produzione
Il film fu prodotto dalla Robert Kane Productions.

## Distribuzione
Distribuito dalla First National Pictures, il film - presentato da Robert Kane - uscì nelle sale cinematografiche statunitensi il 24 aprile 1927.
Non si conoscono copie ancora esistenti della pellicola che viene ritenuta presumibilmente perduta.